# Adina Stoiedin
Adina Stoiedin (Timișoara, 21 novembre 1991) è un'ex cestista rumena.

## Carriera
Con la Romania ha disputato i Campionati europei del 2015.